# Moscato di Sardegna spumante
Il Moscato di Sardegna spumante è un vino DOC la cui produzione è consentita nell'omonima regione.

## Caratteristiche organolettiche
- colore: giallo paglierino, brillante.
- odore: aromatico, delicato, caratteristico.
- sapore: dolce, delicato, fruttato, caratteristico di moscato.

## Produzione
Provincia, stagione, volume in ettolitri
- Cagliari  (1991/92)  234,57
- Sassari  (1990/91)  1060,9
- Sassari  (1993/94)  1311,76
- Sassari  (1994/95)  882,31
- Sassari  (1995/96)  546,4
- Sassari  (1996/97)  1374,94